# C級潜水艦 (イギリス海軍)
C級潜水艦 ( C class submarines ) は、イギリス海軍の沿岸潜水艦。1906年から1910年にかけて38隻が製造された。第一次世界大戦で実戦に参加している。

## 概要
C級潜水艦は前級であるB級潜水艦の船体を延長した改良型であり、イギリス海軍の潜水艦としては初の、多数が建造された艦級であった。建造はヴィッカース社とチャタム造船所で行われた。
建造数は38隻で、大きく分けて2つのグループに分けられる。第1グループはC1～C18で、これらは1906年～1908年に完成した。第2グループはC19～C38で、こちらは1909年～1910年に完成した。両者の違いは搭載するエンジン形式の違いである。また、C21以降の艦はセイルが大型化されている。
C級潜水艦の船体は潜航時の性能が最大になるよう紡錘形に設計されていたが、当時の潜水艦はほとんどの時間を水上航行で過ごしたため、この形態は逆に水上航行性能の低下を引き起こした（そのため、この形態の潜水艦設計は次第に忘れ去られていったが、1950年代以降に登場した高速潜水艦の開発に際して再び脚光を浴びるようになった）。潜水艦としては初期の設計であり、居住性は低く、ガソリンエンジンを搭載したため気化ガソリンへ引火爆発する可能性があり、内部に水密隔壁がないため急速な浸水の危険もあった。のちに一部の艦にのみ、艦首部に隔壁が追加されている。浮力や電池容量も、前級から改善したとはいえ、十分なものとは言えなかった。
C級潜水艦の航続距離は限られた程度のものしかなかったが、沿岸や港湾の哨戒を目的として建造されていたので性能はそこそこであった。
港湾防御用として設計された本級であったが、第一次世界大戦では健闘した。本級のうち4隻は、小型さを活かして船舶輸送と陸路での分解輸送を経てフィンランド湾まで送られ、バルト海で活動している。最終的に本級は4隻が戦闘で失われたほか、フィンランド湾にいた4隻は捕獲を避けるため爆破処分されている。
日本海軍が2隻を波号Ⅽ１型として運用している。